# متحف البريد العراقي
متحف البريد العراقي هو متحف يقع في جانب الكرخ من مدينة بغداد، في شارع حيفا، وأفتتح المتحف رسمياً في عام 1989م، ويحتوي المتحف على معظم إصدارات دائرة البريد العراقية من المطبوعات والطوابع وبطاقات البريد المختلفة، وكذلك يحتوي على المعدات التي استعملت في نقل البريد وحفظهِ منذ عهد الدولة العثمانية عام 1912م، وحتى نهاية القرن العشرين.

## طوابع عن السياحة في العراق

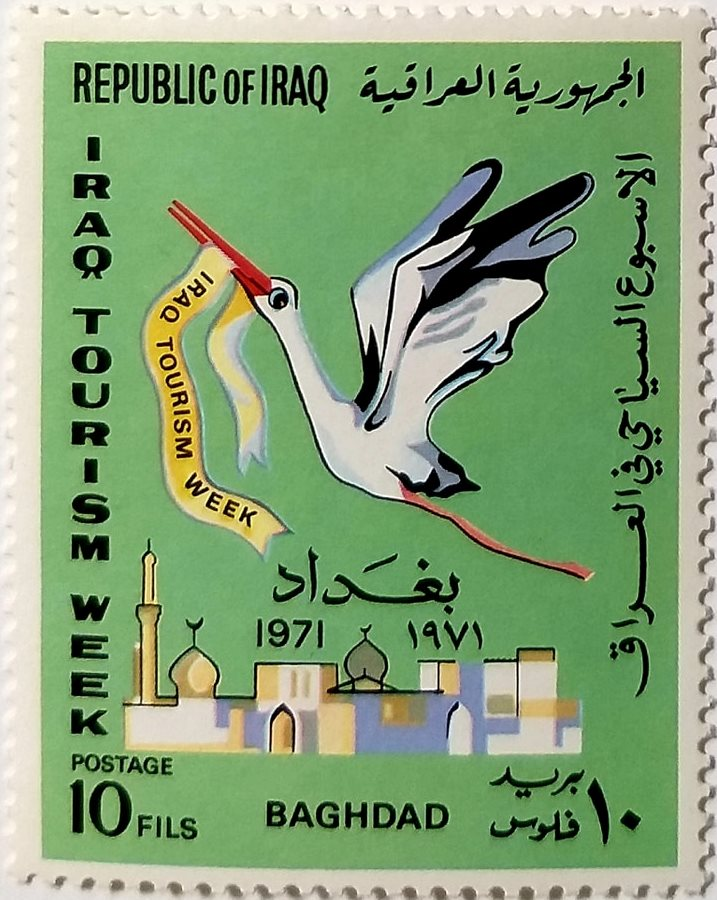
طابع بريدي عراقي فئة 10 فلوس صدر عام 1971 يصور بغداد، صدر للترويج للأسبوع السياحي في العراق
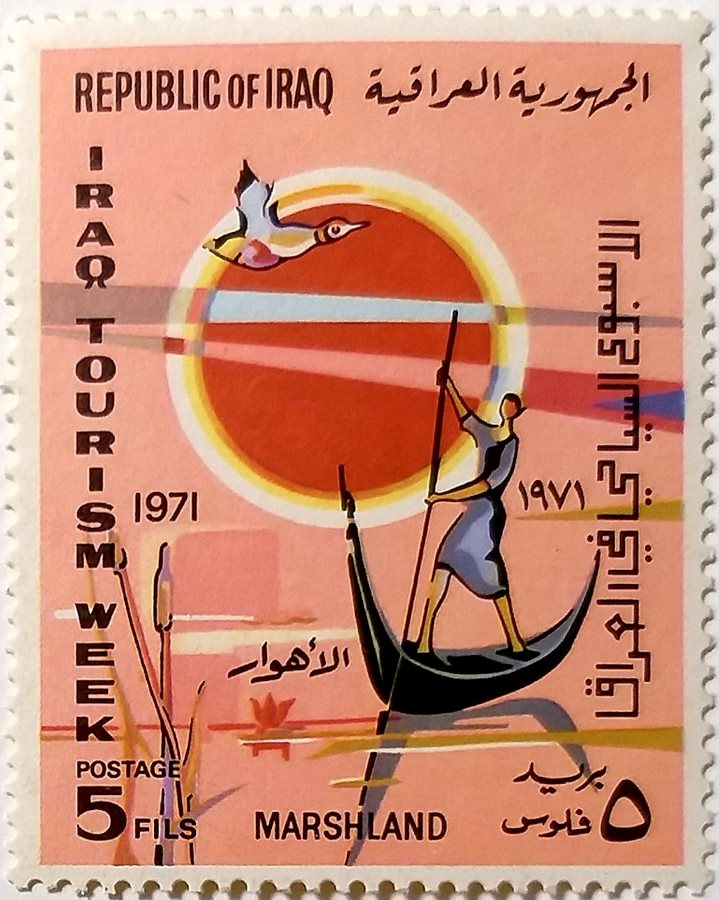
طابع بريدي عراقي فئة 5 فلوس صدر عام 1971 يصور الأهوار، صدر للترويج للأسبوع السياحي في العراق
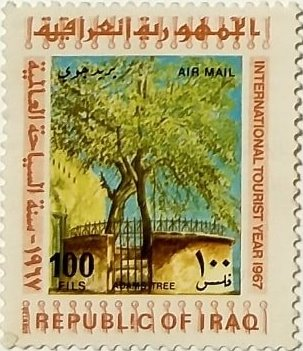
طابع بريدي عراقي فئة 100 فلس صدر عام 1967 ضمن مجموعة سنة السياحة العالمية ويظهر فيه شجرة آدم في البصرة
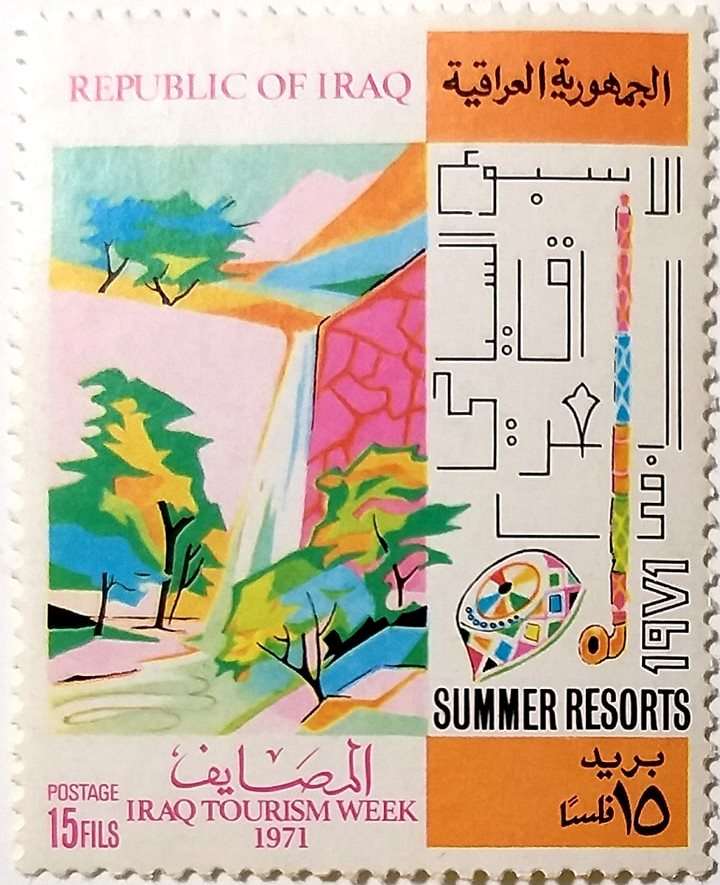
طابع بريدي عراقي فئة 15 فلساً صدر عام 1971 يصور المصايف ، صدر للترويج للأسبوع السياحي في العراق
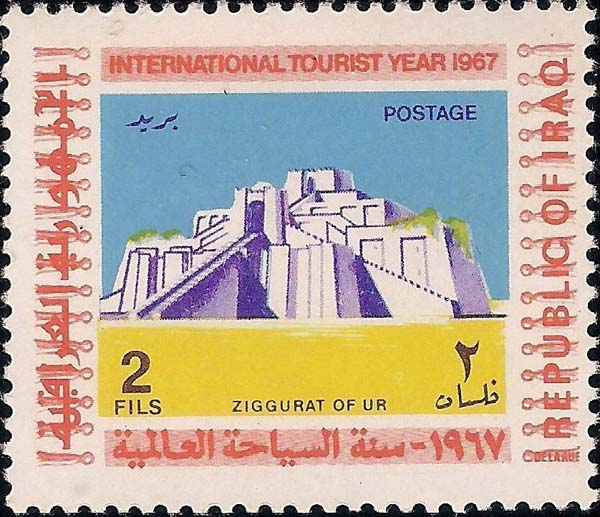
طابع بريدي عراقي فئة 2 فلسان صدر عام 1967 ضمن مجموعة سنة السياحة العالمية ويظهر فيه زقورة اور
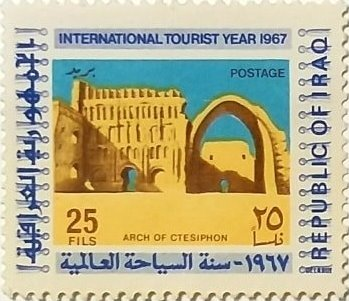
طابع بريدي عراقي فئة 25 فلسا صدر عام 1967 ضمن مجموعة سنة السياحة العالمية ويظهر فيه طاق كسرى في المدائن
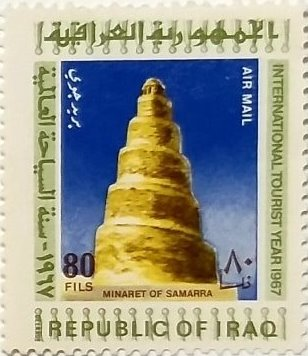
طابع بريدي عراقي فئة 80 فلسا صدر عام 1967 ضمن مجموعة سنة السياحة العالمية ويظهر فيه المئذنة الملوية في سامراء
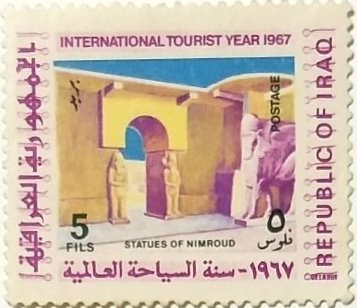
طابع بريدي عراقي فئة 5 فلوس صدر عام 1967 ضمن مجموعة سنة السياحة العالمية ويظهر فيه اثار النمرود
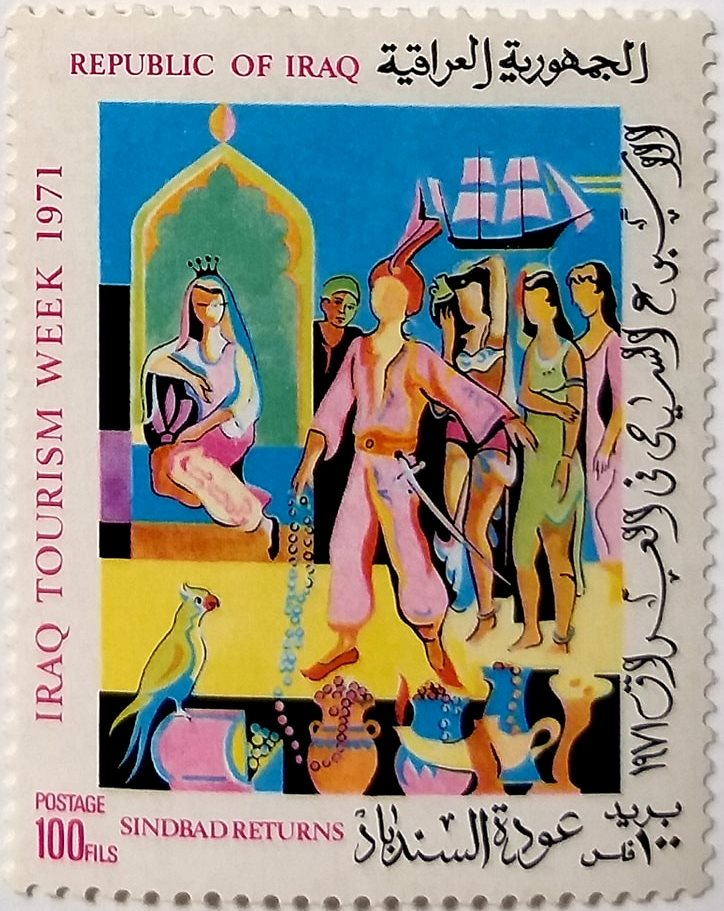
طابع بريدي عراقي فئة 100 فلس صدر عام 1971 يصور لحظة "عودة سندباد"، صدر للترويج للأسبوع السياحي في العراق
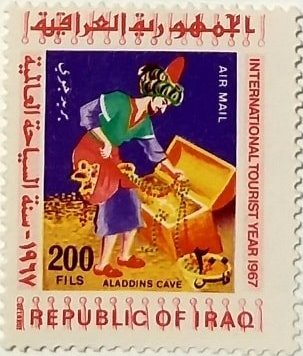
طابع بريدي عراقي فئة 200 فلس صدر عام 1967 ضمن مجموعة سنة السياحة العالمية ويظهر فيه كهف علاء الدين

## طوابع عن مناسبات وأعياد وطنية

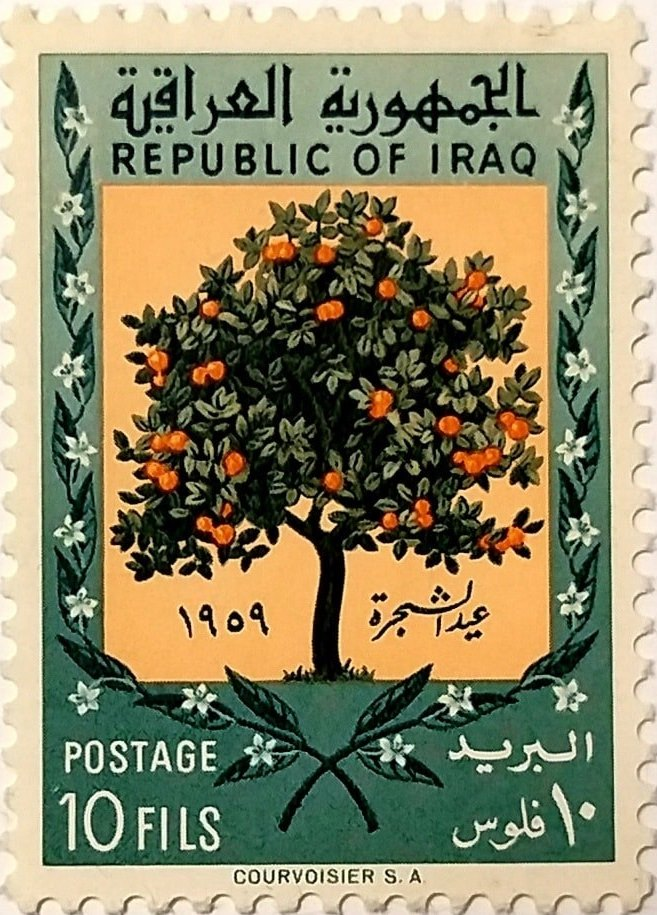
طابع بريدي عراقي فئة 10 فلوس صدر عام 1959 بمناسبة عيد الشجرة
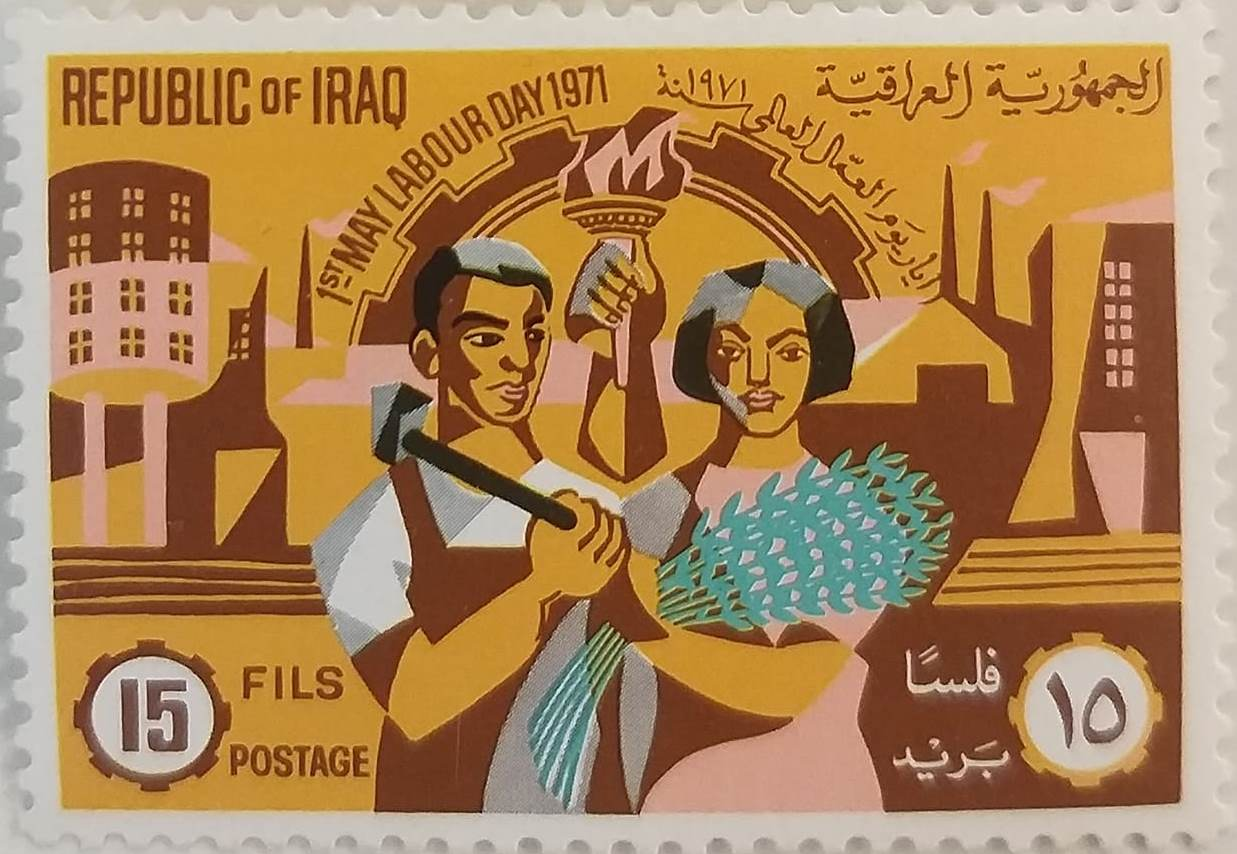
طابع بريدي عراقي فئة 15 فلساً صدر عام 1971 بمناسبة 1 أيار يوم العمال العالمي
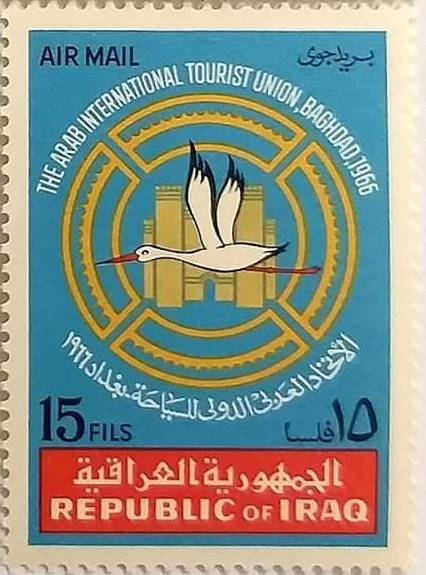
طابع بريدي عراقي فئة 15 فلس صدر عام 1966 للترويج لمؤتمر الاتحاد العربي الدولي للسياحة المقام في بغداد
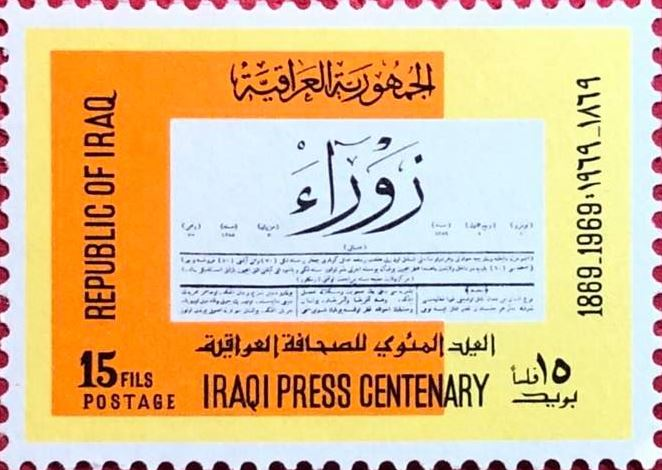
طابع بريدي عراقي فئة 15 فلساً صدر عام 1969 بمناسبة العيد المئوي للصحافة العراقية، وذكرى تأسيس (الزوراء) أول صحيفة عراقية عام 1869
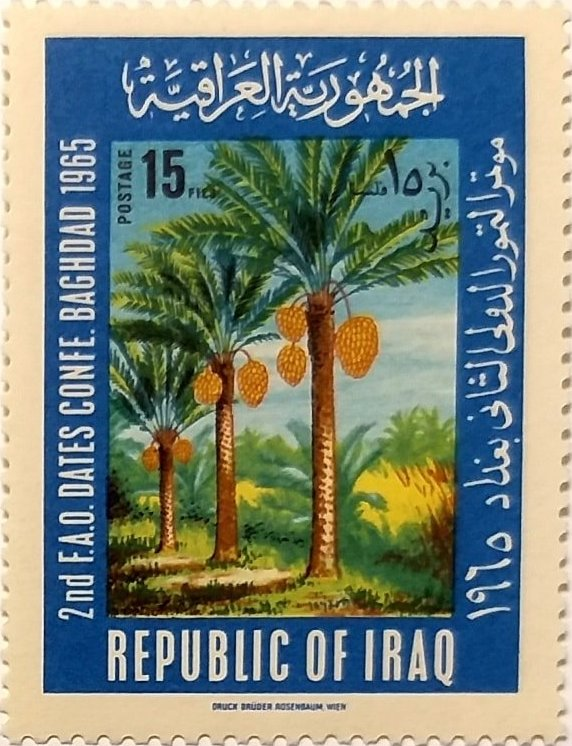
طابع بريدي عراقي فئة 15 فلوس صدر عام 1965 بمناسبة مؤتمر التمور الدولي الثاني في بغداد
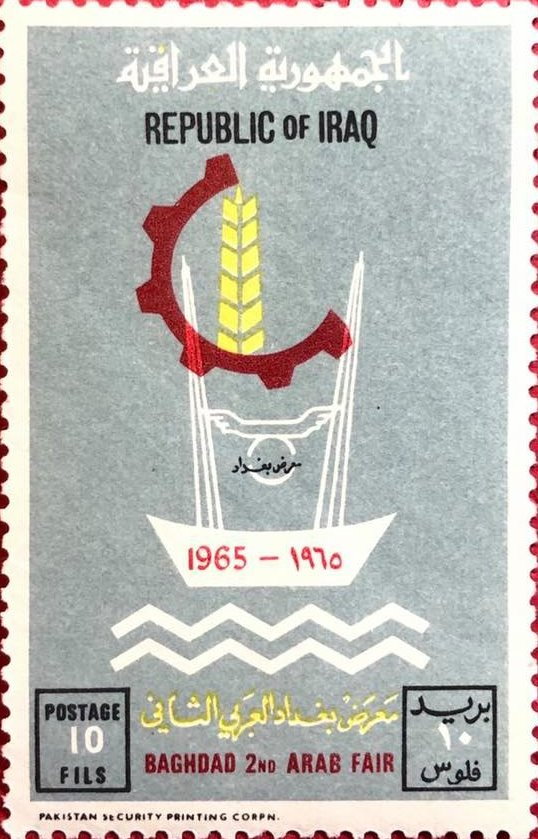
طابع بريدي عراقي فئة 10 فلوس صدر عام 1965 بمناسبة معرض بغداد العربي الثاني
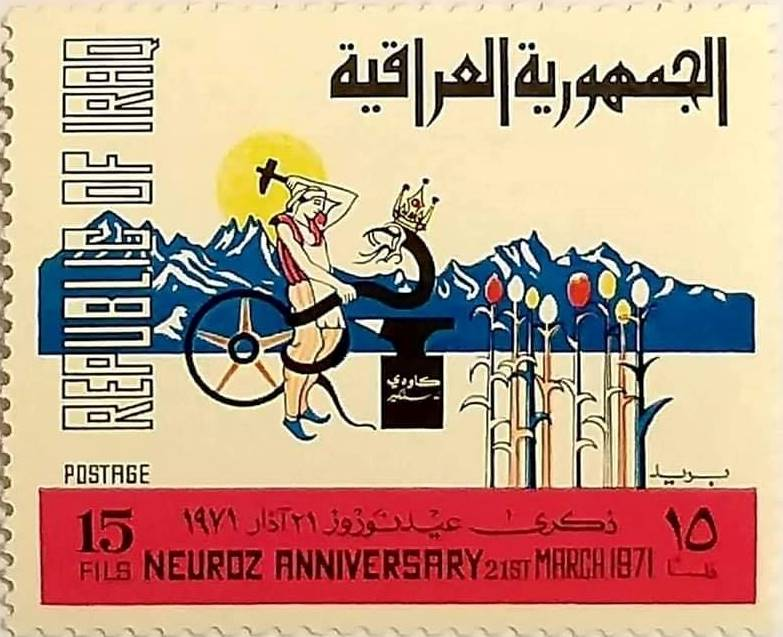
طابع بريدي عراقي فئة 15 فلساً صدر عام 1971 بمناسبة ذكرى عيد نوروز
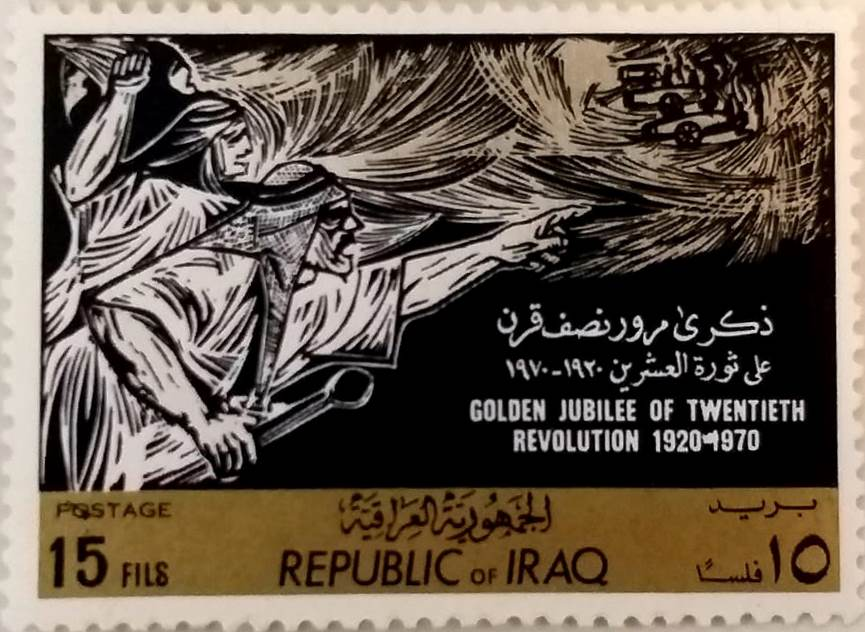
طابع بريدي عراقي فئة 15 فلساُ صدر عام 1970 بمناسبة ذكرى مرور نصف قرن على ثورة العشرين
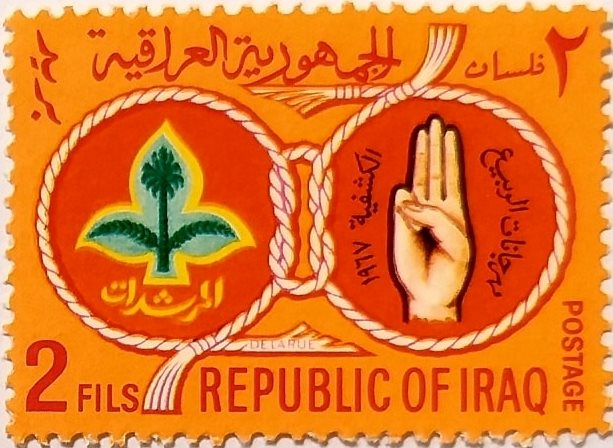
طابع بريدي عراقي فئة 2 فلسان صدر عام 1967 بمناسبة مهرجانات الربيع الكشفية
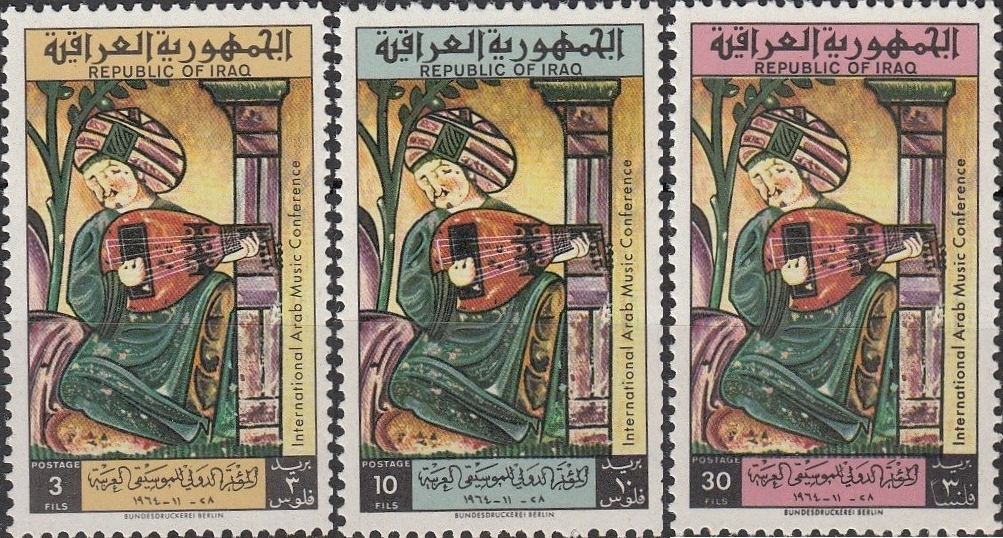
طابع بريدي عراقي صدر عام 1964 بمناسبة اقامة المؤتمر الدولي للموسيقى العربية في بغداد
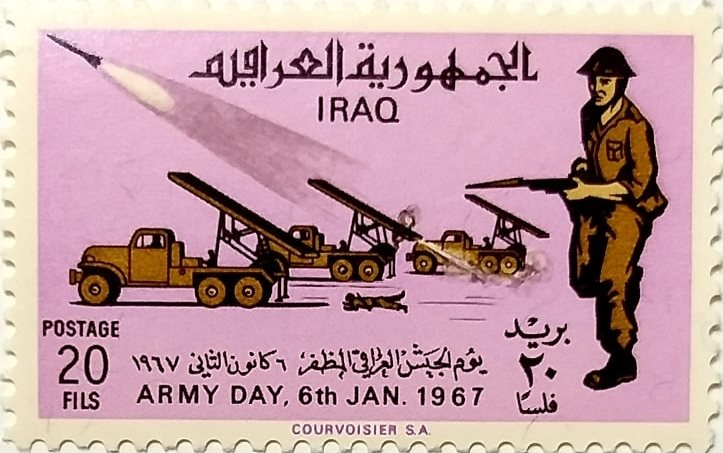
طابع بريدي عراقي فئة 20 فلسا صدر عام 1967 بمناسبة يوم الجيش العراقي المظفر 6 كانون الثاني
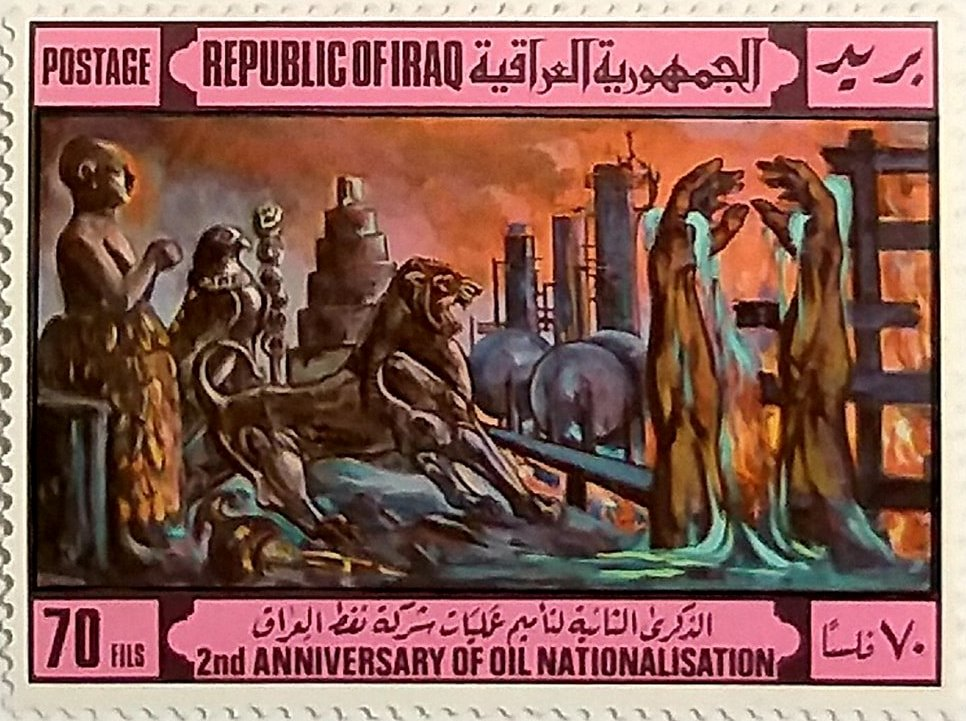
طابع بريدي عراقي فئة 70 فلساً صدر عام 1974 بمناسبة الذكرى الثانية لتأميم عمليات شركة نفط العراق

## طوابع أخرى

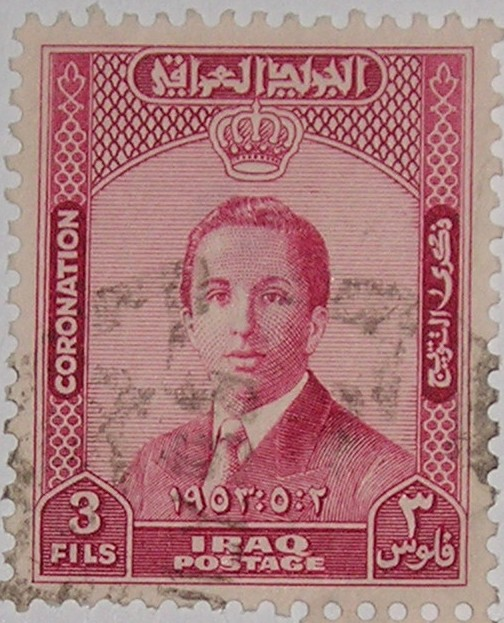
طابع بريدي قديم يحمل صورة الملك فيصل الثاني من محتويات المتحف
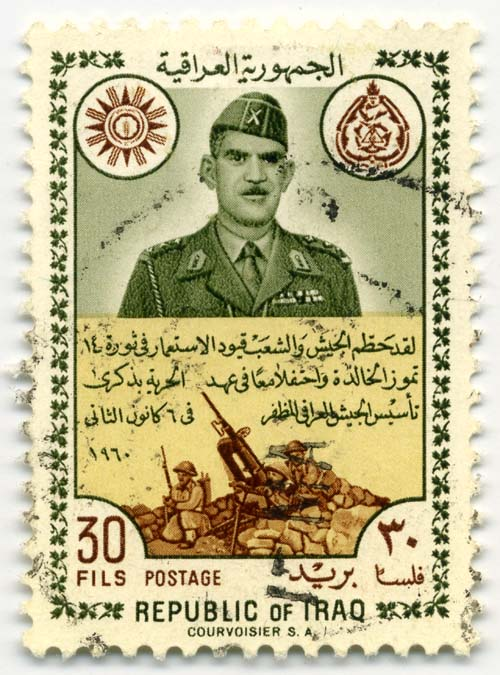
طابع بريدي قديم يحمل صورة الزعيم عبد الكريم قاسم عام 1960
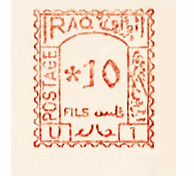
نموذج من الطوابع البريدية العراقية القديمة